# Грузька (притока Чорного Ташлику)
Грузька — річка в Україні, в межах Новоукраїнського району Кіровоградської області та (частково) Братського району Миколаївської області. Ліва притока Чорного Ташлику (басейн Синюхи й Південного Бугу).

## Опис
Довжина річки 28 км. Площа басейну 153 км². Похил річки 3,9 м/км. Долина завширшки до 2 км, завглибшки до 50 м. Річище утворює меандри, пересічна його ширина 2 м, стік зарегульовано ставками. Використовується на сільськогосподарські потреби, водопостачання. 
Притоки: невеликі потічки.

## Розташування
Грузька бере початок на схід від села Цибульки. Тече на північний захід і північ. Впадає до Чорного Ташлику в межах міста Новоукраїнки. 

## Населені пункти
Над річкою розташовані села (від витоків до гирла): Дмитрівка (нежил.), Цибульки, Дическулове (нежил.), Комишувате, Новоєгорівка, а також місто Новоукраїнки.